# 마누체흐르
마누체흐르(페르시아어: منوچهر)는 샤나마의 인물로 그는 파리둔의 증손으로 페르시아의 전설적인 샤이다. 
마누체흐르는 페레이둔의 아들인 이라즈의 손자였다. 그리고 살름과 투르에 의한 이라즈의 죽음에 대해 보복하였다. 투르의 죽음에서 페르시아와 투란 사이에 전쟁이 발발하였고 아라쉬에 의해 두 사이의 국경이 갈라지기 전까지 수세기 동안 전쟁이 지속되었다. 마누체흐르는 120년간 다스리고 죽었다. 